# Mount Andrus

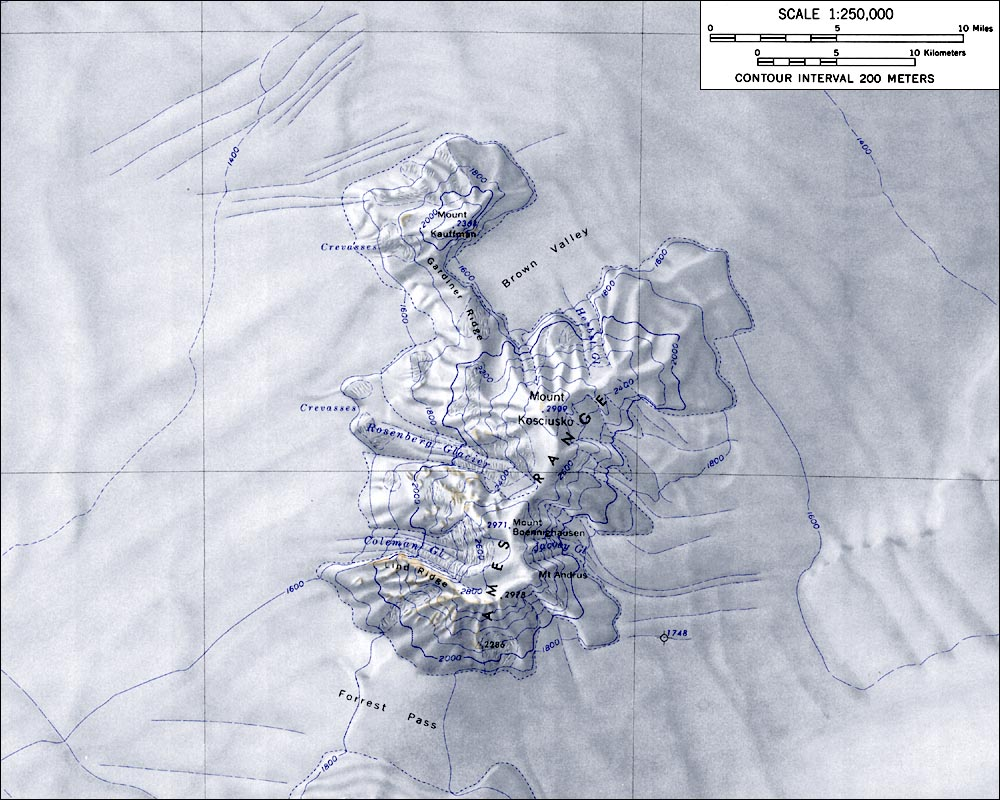
Topografische Karte der Ames Range mit Mount Andrus im Süden (1:250.000)

Mount Andrus ist ein 2978 m hoher erloschener Schildvulkan im Marie-Byrd-Land in Westantarktika.
Mount Andrus bildet den südlichsten Teil der Ames Range, die aus drei ineinander übergehenden Vulkankegeln besteht. Diese ungefähr in Nord-Süd-Richtung verlaufende Vulkankette entstand während des Miozäns (23,03–5,33 Mio. Jahren). Mount Andrus ist der jüngste von ihnen, der bis zum späten Pleistozän (Beginn vor 1,8 Mio. Jahren) hinein aktiv war, möglicherweise aber auch noch bis in das Holozän (Beginn vor 11.500 Jahren), also die Jetztzeit. Der Gipfel des Berges besteht aus einem kesselförmigen Einsturzkrater, einer Caldera, mit einem Durchmesser von 4,5 km. Die von den Vulkanen der Ames Range geförderte Lava hat eine trachytische Zusammensetzung.
Der Berg wurde 1967 erstmals bestiegen. Er trägt den Namen des Sanitätsoffiziers Carl Huber Andrus (* 1934) von der United States Navy, diensthabender Offizier auf der Byrd-Station im antarktischen Winter 1964.